# Jan Kukal
Jan Kukal (* 13. září 1942, Praha) je tenisový trenér a bývalý československý tenista.

## Sportovní kariéra
V roce 1969 se stal mistrem ČSSR ve dvouhře, mezinárodním mistrem republiky ve čtyřhře pak byl v letech 1971, 1973 a ve smíšené čtyřhře 1971. Podílel se na prvních úspěších československého družstva v Kings Cupu, kde hrál tým finálovou skupinu v období 1966–68 a celý turnaj pak vyhrál roku 1969. Byl úspěšným hráčem zejména v hale. V letech 1968-1973 se stal reprezentantem národního daviscupového družstva, za nějž odehrál v Davisově poháru 9 dvouher a 15 čtyřher. Jeho spoluhráčem byl zejména Jan Kodeš, se kterým hrál i na mezinárodních turnajích. Dosáhli spolu semifinále čtyřhry na French Open 1972 a čtvrtfinále Wimbledonu 1973.
S hráčskou kariérou skončil v roce 1973. Poté byl jmenován trenérem reprezentace Rakouska, v letech 1981–1983 byl trenérem reprezentací mužů a žen ČSSR. S československým týmem dosáhl vítězství v Poháru federace 1983. Trénoval například Slovenku Henrietu Nagyovou nebo Rakušanku Nicol Hoffmanovou.
Vystudoval zahradnictví na Vysoké škole zemědělské v Praze. S rodinou žije v Boldogu u Sence na Slovensku. Jeho strýcem byl český violoncellista Jiří Herold, člen Českého kvarteta. Je sběratelem výtvarného umění a spolupořádal již přes 30 výstav.